# Сасело
Сасѐло (на италиански: Sassello; на лигурски: Sascelo, Сашело) е село и община в Северна Италия, провинция Савона, регион Лигурия. Разположено е на 405 m надморска височина. Населението на общината е 1827 души (към 2011 г.).